# Montchauvet (Yvelines)
Montchauvet è un comune francese di 306 abitanti situato nel dipartimento degli Yvelines nella regione dell'Île-de-France.
Il suo territorio è bagnato dal fiume Vaucouleurs.

## Storia

### Simboli
Lo stemma del comune di Montchauvet si blasona:
Lo stemma è un'arma parlante dal nome del comune: Mont ("monte") e chauves-souris ("pipistrello"). Il motto Neutro se tenebunt ("Rimarranno neutrali") sembra datato al XII secolo quando il priorato di Montchauvet s'impegnò a non intervenire nelle questioni che potevano sorgere tra il re Luigi VI e Amaury conte di Montfort.

## Società

### Evoluzione demografica
Abitanti censiti